# Masiaboay
Masiaboay is een plaats en commune in het zuiden van Madagaskar, behorend tot het district Betioky Sud, dat gelegen is in de regio Atsimo-Andrefana. Tijdens een volkstelling in 2001 telde de plaats 10.130 inwoners.
De plaats biedt alleen lager onderwijs aan. 55% van de bevolking werkt als landbouwer en 40% houdt zich bezig met veeteelt. De belangrijkste landbouwproducten zijn maniok en mais; andere belangrijke producten zijn pinda's en zoete aardappelen. Verder is 1% actief in de dienstensector.